# Livia Stanciu
Livia Doina Stanciu (n. 5 octombrie 1956) este o juristă româncă, care a ocupat funcția de  președintă a Înaltei Curți de Casație și Justiție în perioada 2009-2016. Între 2016-2025 a exercitat funcția de judecător al Curții Constituționale, fiind numită de către Președintele României.

## Cariera profesională
Între 1980-1994 a fost procuror la Procuratura Galați, devenit în 1992 Parchetul de pe lângă Judecătoria Galați. În 1994 s-a transferat în funcția de judecător la secția penală a Tribunalului Galați.

## Conflicte
Livia Stanciu a avut un conflict cu Mariana Rarinca, pe care a acuzat-o de șantaj. Rarinca ii cerea imperativ Liviei Stanciu sa îi restituie o sumă de câteva mii euro luată cu împrumut cu ani în urmă.
La 11 septembrie 2015, Curtea de Apel București a decis ca Mariana Rarinca să fie condamnată la trei ani de închisoare cu suspendare.
Procesul a fost considerat cel mai mare scandal în sistemul judicar.
Conform jurnalistului Ion Cristoiu, dar nu numai, Mariana Rarinca a fost condamnată pentru șantajarea Liviei Stanciu, la vremea respectivă Președinta ÎCCJ, actualmente judecător la CCR.

## Legatura externa
- http://jurnalul.ro/stiri/justitie/sentinta-gutau-o-darama-pe-livia-stanciu-729436.html
- http://www.luju.ro/international/cedo/executanta-livia-stanciu-e-recidivista-cazul-gutau-nu-este-singura-condamnare-incasata-de-livia-stanciu-la-cedo-pentru-proces-inechitabil-fosta-procuroare-comunista-ajunsa-sefa-la-iccj-l-a-aranjat-si-pe-directorul-administratiei-pietelor-focsani-octavian-